# Kypčacké jazyky
Kypčacké jazyky tvoří samostatnou větev turkické jazykové rodiny. V současné době zahrnují 11 živých jazyků, jež používá 20 miliónů mluvčích. Kypčacké jazyky jsou největší větví turkických jazyků co do geografické rozšířenosti.

## Dělení
- Kypčacké jazyky
  - Západokypčacké jazyky

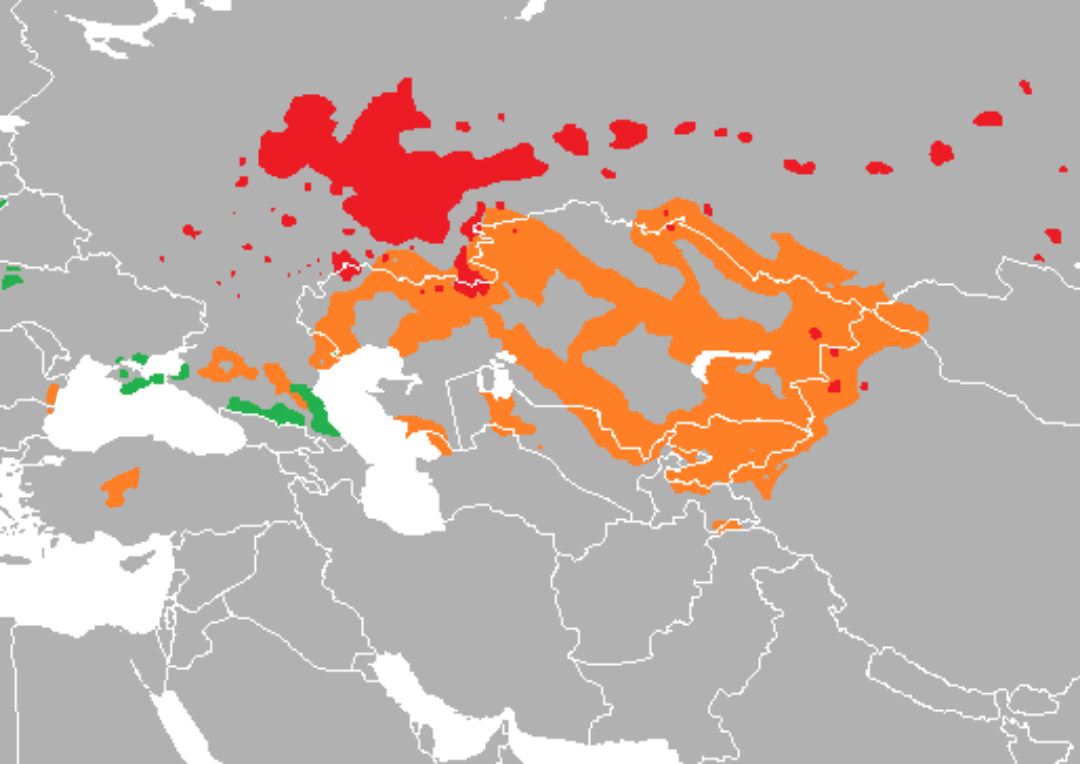
Mapa rozšíření vlastních kypčackých jazyků:
Kypčacko-bolgarské
Kypčacko-kumanské
Kypčacko-nogajské

    - Západní kypčacko-kumanské jazyky
      - Ferganská kipčakština – vymřelý
      - Karačajsko-balkarština
      - Karaimština
      - Krymčakština
      - Krymská tatarština
      - Kumánština – vymřelý
      - Kumyčtina
      - Kipčakština – vymřelý

    - Severní kypčacko-bolgarské jazyky
      - Baškirština
      - Starotatarština – vymřelý
      - Tatarština

    - Jižní kypčacko-nogajské jazyky
      - Karakalpačtina
      - Kazaština
      - Sibiřstina
      - Nogajština
- Východokypčacké jazyky
  - Východní kypčacko-kyrgyzské jazyky
    - Altajština (altajština původní, maymaština, telengitština, tölösština, čuyština, ieleutština, ojrotština = tuvanština, sojotština, uriankhajština)
    - Kyrgyzština